# حسن مبروك
حسن مبروك مواليد 29 يوليو 1982، هو لاعب كرة يد قطري مصري يلعب كظهير أيسر. مثل كل من منتخب مصر لكرة اليد ومنتخب قطر لكرة اليد. شارك في دورة الألعاب الأولمبية الصيفية سنة 2016. حقق المركز الثاني في بطولة العالم لكرة اليد للرجال 2015 مع منتخب قطر.

## سجل المنافسة
شارك في البطولات التالية:
- بطولة العالم لكرة اليد للرجال 2015
- الألعاب الأولمبية الصيفية 2016

## الميداليات
| الميدالية | المسابقة                           |
| --------- | ---------------------------------- |
| فضية      | بطولة العالم لكرة اليد للرجال 2015 |

## روابط خارجية
- حسن مبروك على موقع اللجنة الأولمبية الدولية (الإنجليزية)
- حسن مبروك على موقع أوليمبيديا (الإنجليزية)